# A Bohóc (televíziós sorozat)
A Bohóc (eredeti cím: Der Clown) 1996-os német televíziós sorozat. A műsor alkotója Hermann Joha, a történet pedig egy bohócmaszkot hordó igazságosztóról szól. A főbb szereplők közt megtalálható Sven Martinek, Diana Frank, Thomas Anzenhofer és Volkmar Kleinert.
A sorozatot Németországban az RTL adta le, először a kísérleti filmnek szánt bevezető részt 1996. november 3-án, majd a sorozatot 1998. április 21. és 2001. október 11. között. Magyarországon először az RTL Klub mutatta be 1999. január 18-án, később a Cool TV is műsorra tűzte. 2005-ben a sorozathoz készült egy mozifilm is A Bohóc - A bosszú napja címmel, amit Magyarországon a Hálózat TV mutatott be.

## Cselekmény
Max Zander a World Intelligence Police Agency (WIPA) nevű szervezet ügynöke volt, akinek barátját egy neki szánt bombával ölik meg. Max ezután megrendezi saját halálát és álarcos fantomként, a Bohócként tevékenykedve igyekszik igazságot szolgáltatni és bosszút állni. A nyilvános szervek üldözik őt, azonban segítségére vannak közeli barátai: az újságírónő Claudia, a helikopterpilóta Tobias és az ügyvéd Joseph.

## Szereplők
| Szereplő                          | Színész                  | Magyar hang       |
| --------------------------------- | ------------------------ | ----------------- |
| Max Zander / Max Hecker / A Bohóc | Sven Martinek            | Haás Vander Péter |
| Claudia Diehl                     | Diana Frank              | Orosz Helga       |
| Joseph Ludowski                   | Volkmar Kleinert         | Beregi Péter      |
| Tobias "Dobbs" Steiger            | Thomas Anzenhofer        | Vass Gábor        |
| Führmann                          | Andreas Schmidt-Schaller |                   |
| Chris Bürling                     | Max Müller               |                   |

## Magyar változat
- Magyar szöveg: Balázs Csilla
- Hangmérnök: Hidvégi Csaba
- Vágó: Szalkai Péter
- Rendezőasszistens: Albeker Gabriella
- Gyártásvezető: Szász Andrea
- Szinkronrendező és producer: Kovács Zsolt

A szinkront az MRTL megbízásából a Szinkron Systems készítette.

## Epizódok
| Évad | Évad | Epizódok | Eredeti sugárzás    | Eredeti sugárzás   | Eredeti adó |
| Évad | Évad | Epizódok | Évadpremier         | Évadfinálé         | Eredeti adó |
| ---- | ---- | -------- | ------------------- | ------------------ | ----------- |
|      | 1    | 7        | 1998. április 21.   | 1998. június 2.    | RTL         |
|      | 2    | 8        | 1998. szeptember 8. | 1998. október 27.  | RTL         |
|      | 3    | 12       | 1999. szeptember 9. | 1999. december 2.  | RTL         |
|      | 4    | 6        | 2000. október 10.   | 2000. november 14. | RTL         |
|      | 5    | 6        | 2001. április 10.   | 2001. június 5.    | RTL         |
|      | 6    | 6        | 2001. szeptember 6. | 2001. október 11.  | RTL         |